# Reggae fusion
Reggae fusion este un gen muzical de fuziune care îmbină muzica reggae sau dancehall cu genuri ca pop, rock, R&B, jazz și drum and bass.
Adițional caracterizării stilului ca un gen de fuziune, termenul mai este utilizat pentru a descrie artiști care schimbă frecvent genul de interpretare înte reggae și alte genuri, în special hip hop, precum Kardinal Offishall, Sean Kingston, Chux Starr și Heavy D. Termenul ami este utilizat pentru a descrie artiști cunoscuți ca deejay asupra instrumentalelor care nu sunt nici reggae nici dancehall, cum ar fi Sean Paul, Rihanna, Bruno Mars, Elephant Man, Shaggy, Beenie Man, Snow, Natasja Saad, Diana King, Delly Ranx, Dionne Bromfield și Tessanne Chin.